# Florian Berg
Florian Berg (ur. 13 maja 1988 w Klagenfurt am Wörthersee) – austriacki wioślarz.

## Osiągnięcia
- Mistrzostwa Świata Juniorów – Amsterdam 2006 – dwójka podwójna – 10. miejsce[1].
- Mistrzostwa Świata U-23 – Glasgow 2007 – dwójka podwójna wagi lekkiej – 14. miejsce[1].
- Mistrzostwa Europy – Ateny 2008 – dwójka podwójna wagi lekkiej – 9. miejsce[1].
- Mistrzostwa Świata U-23 – Račice 2009 – dwójka podwójna wagi lekkiej – 5. miejsce[1].
- Mistrzostwa Europy – Brześć 2009 – dwójka podwójna wagi lekkiej – 4. miejsce[1].
- Mistrzostwa Europy – Montemor-o-Velho 2010 – dwójka podwójna wagi lekkiej – 4. miejsce[1].
- World Games 2017 – Wrocław 2017 – waga lekka, 2000 m – 2. miejsce[2].